# El Porvenir de Arriba
El Porvenir de Arriba es una localidad del estado mexicano de Coahuila. Es parte del municipio de Francisco I. Madero.

## Demografía
| Gráfica de evolución demográfica |
|                                  |

| Censo | Población |
| ----- | --------- |
| 1940  | 699       |
| 1950  | 889       |
| 1960  | 1 016     |
| 1970  | 1 086     |
| 1980  | 1 156     |
| 1990  | 1 627     |
| 2000  | 1 576     |
| 2010  | 1 672     |
| 2020  | 1 327     |